# إستر هيل
إستر هيل (بالإنجليزية: Esther Hill) (و. 1895 – 1985 م) هي مهندسة معمارية كندية، ولدت في غويلف، توفيت عن عمر يناهز 90 عاماً.

## التعليم
تعلمت في جامعة تورنتو.